# Antonio Scatasso
 Antonio Scatasso (Nápoles, Italia,  28 de febrero de 1886 – Buenos Aires, Argentina, 29 de julio de 1956 ),  también conocido por el apodo de El Tano Barullo y El Gringo fue un bandoneonista, director de orquesta y compositor dedicado al género del tango.

## Carrera profesional
Tenía unos cuatro años cuando su familia lo trajo a Argentina. Aprendió joven a tocar el mandolín y debutó profesionalmente alrededor de 1907, junto al violinista Francisco Canaro y el guitarrista Félix Camarano, en una gira por las provincias. Aproximadamente alrededor de 1913 integró un trío con Augusto Pedro Berto en bandoneón, Domingo Salerno en guitarra y él en mandolín en algunos cafés de Villa Crespo y Oscar Zucchi opina que posiblemente se haya interesado por el bandoneón al escuchar a Berto. En 1914, ya como bandoneonista, se presentó en el conocido café El Parque, de la calle Talcahuano.
En la década del 1920 el tango cantado fue incorporado como un elemento valioso en muchas obras de teatro y por lo cual los músicos que, como Scatasso, se adoptaron eficazmente en este campo, comenzaron a ser muy requeridos. Dirigió las orquestas de varios teatros, en especial en el Apolo donde trabajó varios años; con él tocaron conocidos músicos entre los cuales estuvieron Fidel del Negro, Esteban González, Pascual Mazzeo, Fernando Montoni y Domingo J. Vivas.
En 1922 ya afianzado en el bandoneón y en el medio tanguero, volvió a El Parque acompañado por Fidel Del Negro en el piano, Bernardo Germino, en el violín y Luis Bernstein en el contrabajo. El mismo cuarteto actuó en teatros y al año siguiente Tito Roccatagliata reemplazó a Germino.
La dirección de espectáculos teatrales se constituyó en su principal actividad y el origen de la mayoría de sus composiciones, hechas con melodías sencillas, ideales para los sainetes y aceptadas de inmediato por el público.  
Según Juan Carlos Marambio Catán Scatasso tocaba de oído, si bien Rubén Pesce dice que estudió armonía con Alcides Palavecino, quien vertió en el pentagrama sus primeras obras. Hay coincidencia en que tenía una memoria privilegiada, con gran capacidad para retener cualquier música.
En 1923, en el Teatro Smart conoció a Ignacio Corsini y se inició entre ambos una gran amistad al par que colaboraban profesionalmente. Al año siguiente, actuaron juntos en el Teatro Apolo con una orquesta entre los que estaban Julio Vivas en bandoneón —luego guitarrista de Gardel—, el violinista Alberto Pugliese y Fidel Del Negro. También hizo registros en la RCA Victor acompañando al cantor uruguayo Oscar Rorra, apelado El Caruso Negro, en composiciones como Un real al 69 de Salvador Granata, Triste regreso, Recuerdos de arrabal de Eduardo Pereyra y Cruel mujer de Arturo Senez y Sierra. Con Corsini actuó en Rosario, en Córdoba y por Radio Nación. En 1929 acompañó las presentaciones de Tita Merello, en Buenos Aires y Montevideo integrando un trío. Otros cantantes que acompañó fueron Ernesto Famá y Azucena Maizani.
En 1933, formó la Orquesta Típica Argentina los Cuatro Ases, con la cual trabajó en Chile, Perú, Bolivia y Brasil. Una de sus últimas presentaciones la hizo por Radio Argentina en 1943, bajo el rubro Scatasso-Cachito, que era el apodo del bandoneonista Héctor Presas. Su relación con el teatro continuó, pero ya en tareas administrativas, hasta el momento de su muerte.
Falleció en Buenos Aires el 29 de julio de 1956.

## Obras musicales
Su primera obra fue el estilo campero El 6.000, de 1914 y luego siguió produciendo muchos tangos, en general sobre letras de destacados autores.
Entre las obras de Antonio Scatasso se encuentran:
- El 6000 (estilo campero)
- Adiós para siempre (letra de Alberto Vacarezza)[2]
- La cabeza del italiano (letra de Francisco Antonio Bastardi)[2]
- La calabresa (letra de Alberto Novión)
- Caferata (letra de Pascual Contursi)[2]
- Che, Bohuier  (letra de Jorge Curi)
- Chinita linda (zamba)
- Cocot de lujo (letra de Manuel Romero)
- Consuelo
- La costurerita que dio el mal paso (letra de Federico Mertens y Rafael José De Rosa )
- Crítica 5ª (letra de Alfonso Tagle Lara
- Dejá el conventillo (letra de Francisco Ruiz París)[2]
- Duro y a la cabeza
- La engrupida
- Espejito
- Gente alegre
- Jazmín de amor
- Juventud
- El knock-out de Brennan
- Lagrimeando, lagrimeando
- La he visto con otro (letra de Pascual Contursi)[2]
- Llora tu propio dolor
- Macho y hembra
- Malandrina
- Mamita se fue
- Marinero (letra de Francisco Ruiz Puchs)
- Mariposa de cabaret
- Melgarejo
- La mina del Ford (con Fidel del Negro, letra de Pascual Contursi)[2]
- Moneda corriente
- Muchachita loca (letra de Francisco Antonio Bastardi)
- No me tires con la tapa de la olla (letra de Alberto Vacarezza)[2]
- No se me aflija cuñao
- Ojos de la grela
- El olivo (letra de Carlos Ponciano Cabral y Domingo Julio Vivas)[2]
- La oveja descarriada
- Perdonála corazón
- Pobrecita
- Pobre corazón mío (letra de Pascual Contursi)[2]
- Pobre gringo (letra de Alberto Vacarezza y Juan Andrés Caruso)
- El poncho del amor (letra de Alberto Vacarezza)[2]
- La querencia
- ¡Qué sabe la gente!
- Se cortó la redoblona
- Sin drenaje
- Soy siempre tuyo
- Te doy lo que tengo (letra de Pascual Contursi)
- Tengo apuro
- Traiga otra caña
- La tristeza del bulín (letra de Luis Roldán[3][2]
- Ventanita de arrabal (letra de Pascual Contursi)[2]
- Viva la Patria
- Ya no cantás chingolo (letra de Edmundo Bianchi)[2]
- Yo también carrero fui (letra de Florencio Chiarello)